# Destroyer (Band)
Destroyer ist eine kanadische Indie-Band um den Sänger Dan Bejar.

## Geschichte
Destroyer begann in den frühen 1990ern zunächst als Soloprojekt des Independent-Singer-Songwriters Dan Bejar (ˈbeɪhɑr) aus Vancouver. Sein selbstproduziertes Debütalbum We'll Build Them a Golden Bridge nahm er in seinem Heimstudio in Vancouver auf. Zum Zeitpunkt der Veröffentlichung war Destroyer noch ein reines Soloprojekt. Keine weiteren Musiker sind neben Bejar auf We'll Build Them a Golden Bridge aufgeführt. 1998 erscheint mit City of Daughters das erste Destroyer-Album mit Rhythm Section (John Collins am Bass und Scott Morgan am Schlagzeug), zugleich das erste, das in einem professionellen Studio aufgenommen wurde, den JC/DC Studios in Vancouver.
Im Jahr 2000 veröffentlichte Destroyer das Album Thief. Thief wurde von vielen Kritikern als Anklage gegen die Musikindustrie interpretiert und bescherte Destroyer große Aufmerksamkeit.
Nach der Veröffentlichung von Streethawk: A Seduction bei Misra Records, erlangte Destroyer unter seinen Fans so etwas wie Kultstatus. Nach dem großen Erfolg des Albums Mass Romantic der Supergroup The New Pornographers, auf welchem Bejar maßgeblich mitgewirkt hatte, nahm Bejar eine ausgedehnte Auszeit in Spanien. In dieser Zeit entstand der größere Teil der Songs für das nächste Album This Night.
Nachdem ihn Frog Eyes bereits bei mehreren Auftritten als Begleitband unterstützt hatte, brachte er Notorious Lightning & Other Works heraus. Bei diesen Neuinterpretationen von sechs Tracks des Albums Your Blues wirkt Frog Eyes ebenfalls mit.
Im Jahr 2006 erschien Destroyer’s Rubies und 2008 Trouble in Dreams. 2011 kam das von Kritikern überaus gut aufgenommene Album Kaputt heraus. 2020 erschien das Konzeptalbum Have We Met, das retrospektiv „einen Sound für das sich ankündigende neue Jahrtausend“ finden wollte.

## Stil
Bejar bezeichnet den Stil von Destroyer als "European Blues". Oft wird Bejar's Musik mit der von David Bowie verglichen; die Band ist laut eigenen Aussagen beeinflusst von Pavement, Guided by Voices und einer ganzen Reihe weiterer Indie-Bands. Bejars Texte werden von Journalisten mit großer Regelmäßigkeit als kryptisch bezeichnet. Bejar leiht sich ganz offen Textstellen bei anderen Künstlern – oder aus verschiedenen Quellen (z. B.: Ronald Reagans "Evil Empire"). Your Blues wies Destroyers Stil in eine neue Richtung, nachdem dort orchestrale Elemente in ihre Musik eingeführt wurden und Midi-Instrumente ausgiebig zum Einsatz kamen. Sein Album Ken (2017) klinge "nach dem düster-melodischen, britischen Indie-Pop der späten Achtziger", urteilte Annett Scheffel in der Süddeutschen Zeitung.

## Musikalische Kollaborationen
Im Laufe der mehr als zehn Jahre, in denen Bejar unter dem Namen Destroyer auftrat und Alben aufnahm, gab es zahlreiche Besetzungswechsel unter seinen Mitmusikern. Dieses ständige Kommen und Gehen von Bandmitgliedern wurde bisweilen zum Anlass genommen, Destroyer als Soloprojekt zu bezeichnen, auch wenn Bejar darauf besteht, dass er Destroyer als eine Band sieht, bei der alle Mitglieder gleichermaßen ihre musikalischen Qualitäten einbringen. Bejar meinte in Interviews, er sei bei der logistischen Aufgabe, eine Band zusammenzuhalten, nie besonders gut gewesen.
Bejar sagte, dass die aktuelle Besetzung wie bei den Aufnahme-Sessions für Destroyer's Rubies endgültig sei und so auch in Zukunft ohne weitere Änderungen auftreten werde. Viele der jetzigen Mitglieder haben mit Bejar bereits zusammengearbeitet und sind großenteils dadurch mit Destroyer verbunden, so zum Beispiel John Collins and Dave Carswell.

## Diskografie
| Jahr | Titel                                  | Label                                      |
| ---- | -------------------------------------- | ------------------------------------------ |
| 1996 | We’ll Build Them a Golden Bridge       | Tinker                                     |
| 1997 | Ideas for Songs                        | Granted Passage Cassettes                  |
| 1998 | City of Daughters                      | Endearing/Triple Crown Audio               |
| 2000 | Thief                                  | Catsup Plate/Triple Crown Audio/Cave Canem |
| 2001 | Streethawk: A Seduction                | Misra/Talitres                             |
| 2002 | This Night                             | Merge/Talitres                             |
| 2004 | Your Blues                             | Merge/Talitres/Acuarela                    |
| 2005 | Notorious Lightning & Other Works (EP) | Merge                                      |
| 2006 | Destroyer’s Rubies                     | Merge                                      |
| 2008 | Trouble in Dreams                      | Merge/Rough Trade                          |
| 2009 | Bay of Pigs (EP)                       | Merge                                      |
| 2011 | Kaputt                                 | Merge                                      |
| 2015 | Poison Season                          | Merge                                      |
| 2017 | ken                                    | Merge                                      |
| 2020 | Have We Met                            | Merge                                      |
| 2022 | Labyrinthitis                          | Merge                                      |
| 2025 | Dan's Boogie                           | Merge                                      |